# Павы
Па́вы — село в северной части Порховского района Псковской области. Является административным центром сельского поселения «Павская волость».
Село расположено в 98 км от города Псков, на автодороге Р63 Лудони — Павы — Боровичи. Удалённость от административного центра района и ближайшей железнодорожной станции — города Порхов составляет 43 км.

## Население
Численность населения села составляет 720 жителей (2000 год).

## Известные жители
- Голубева, Ольга Дмитриевна (1921—2003) — доктор филологических наук (1974), заслуженный работник культуры РСФСР (1969).
- Павский, Герасим Петрович (1787—1863) — протоиерей, автор учебника еврейского языка, доктор богословия, профессор Санкт-Петербургской духовной академии и Санкт-Петербургского императорского университета, действительный член Императорской академии наук.

## Транспорт
Село связано регулярным автобусным сообщением с городами Санкт-Петербург, Псков, Порхов, Великие Луки.

## Улицы
- Белинского
- Вольная
- Горького
- Заводская
- бульвар С. М. Кирова
- Колхозная
- Комсомольская
- Лебедевой
- Ленинградская
- Новая
- Новоселов
- Партизанская
- Полевая
- Псковская
- Пушкина
- Садовая
- Советская
- Стройучасток
- Табачная
- Труда
- Чехова
- Церковная

## История
С 5 апреля 1946 года по 3 октября 1959 года село являлось административным центром Павского района Псковской области.

## Достопримечательности
- Церковь Покрова Пресвятой Богородицы XVIII в.
- Братская могила партизан, погибших в борьбе с фашистами.
- Редкое для Псковской области маковое поле, привлекающее многочисленных туристов[2][3].

## Учреждения и организации
- Павская средняя общеобразовательная школа
- Фельдшерско-аптечный пункт
- Почтовое отделение связи
- Хлебопекарня (не работает)
- Отделение Сбербанка
- Два продовольственных магазина